# Zorana Pavić
Zorana Pavić (Зорана Павић), född 9 juni 1965 i Belgrad, är en serbisk popsångerska.
Pavić började sin musikaliska karriär som sångerska i popgruppen Frenky och sjöng på deras två första album. De deltog bl.a. i jugoslaviska uttagningen (Jugovizija) till Eurovision Song Contest 1989 med bidraget Reka bez povratka och kom på sista plats. Hon fick sitt genombrott som soloartist genom deltagandet i Jugovizija 1991 med bidraget Ritam ljubavi och kom på sjätteplats. Samma år släppte hon debutalbumet Kada O Tebi Mislim. Sedan dess har hon utgivit ytterligare åtta studioalbum.
Pavić deltog i Serbien och Montenegros första uttagning till Eurovision Song Contest 2004. Hon framförde bidraget Lepo vreme u Beogradu, men lyckades inte kvalificera sig från semifinalen.
Hon är syster till skådespelaren Dragan Bjelogrlić.

## Diskografi

### med Frenky
- Sanjaj Me (1989)
- Ideš Na Put (1990)

### Soloalbum
- Kada O Tebi Mislim (1991)
- Kao Lavina (1993)
- Sunce U Očima (1995)
- Jedina (1996)
- Ljubav Nema Vlasti (1997)
- Nežno & Opasno (1999)
- Za Ljubav Stvorena (2001)
- Kad Žena Voli (2003)
- Da Mi Ime Ne Zaboraviš (2008)